# Contea di Anren
La contea di Anren (安仁县S, Ānrén XiànP) è una contea della Cina, situata nella provincia di Hunan e amministrata dalla prefettura di Chenzhou.